# Leninsk (Kraj Permski)
Leninsk (ros. Ленинск) – wieś (sieło) w Rosji, w Kraju Permskim, w rejonie kudymkarskim. W 2010 liczyła 592 mieszkańców.